# Castillo de los Tres Reyes Magos del Morro

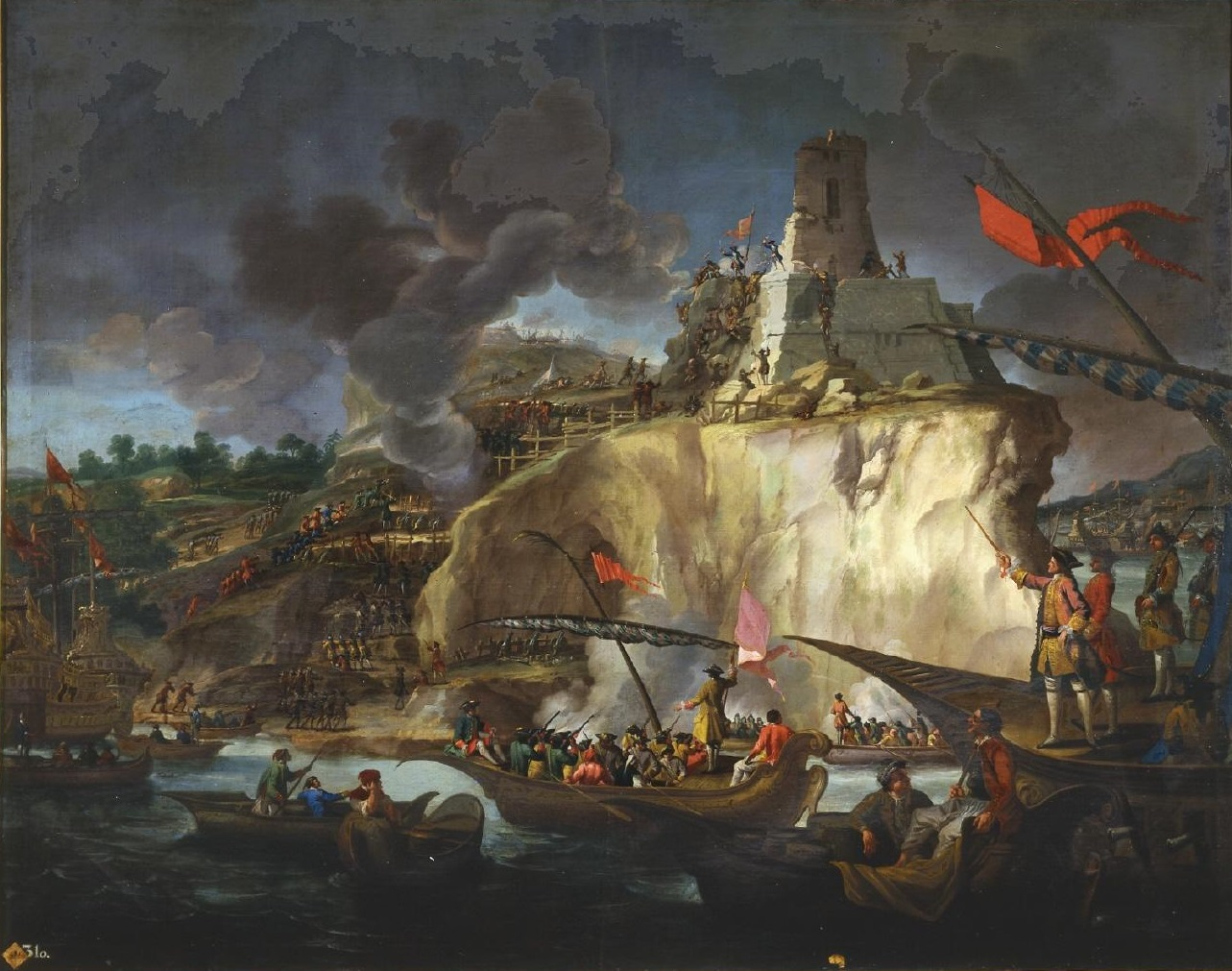
José Rufo, Defensa del Castillo del Morro en La Habana, 1763, óleo sobre lienzo, 166 × 210 cm, Madrid, Real Academia de Bellas Artes de San Fernando.

El Castillo de los Tres Reyes, también conocido como Castillo del Morro, es el símbolo junto con el Capitolio y la Giraldilla de La Habana, trazado por el ingeniero italiano Bautista Antonelli en 1585 durante el periodo imperial español, su posición estratégica en un cerro fue reconocida casi tan pronto como el puerto de La Habana empezó a adquirir la importancia estratégica que tuvo en la provincia de ultramar española. En los años 1990 se trabajó en el rescate y preservación del sistema de fortificaciones de la ciudad, pasando estas a desempeñar nuevas funciones. El castillo del Morro mantiene desde entonces una activa vida, sus salones funcionan como galería y en sus espacios una animada vida cultural no cesa. A su vez dos restaurantes (Los Doce Apóstoles y La Divina Pastora) y un bar se albergan en sus antiguas baterías con extraordinarios panoramas del litoral habanero.

## Estructura

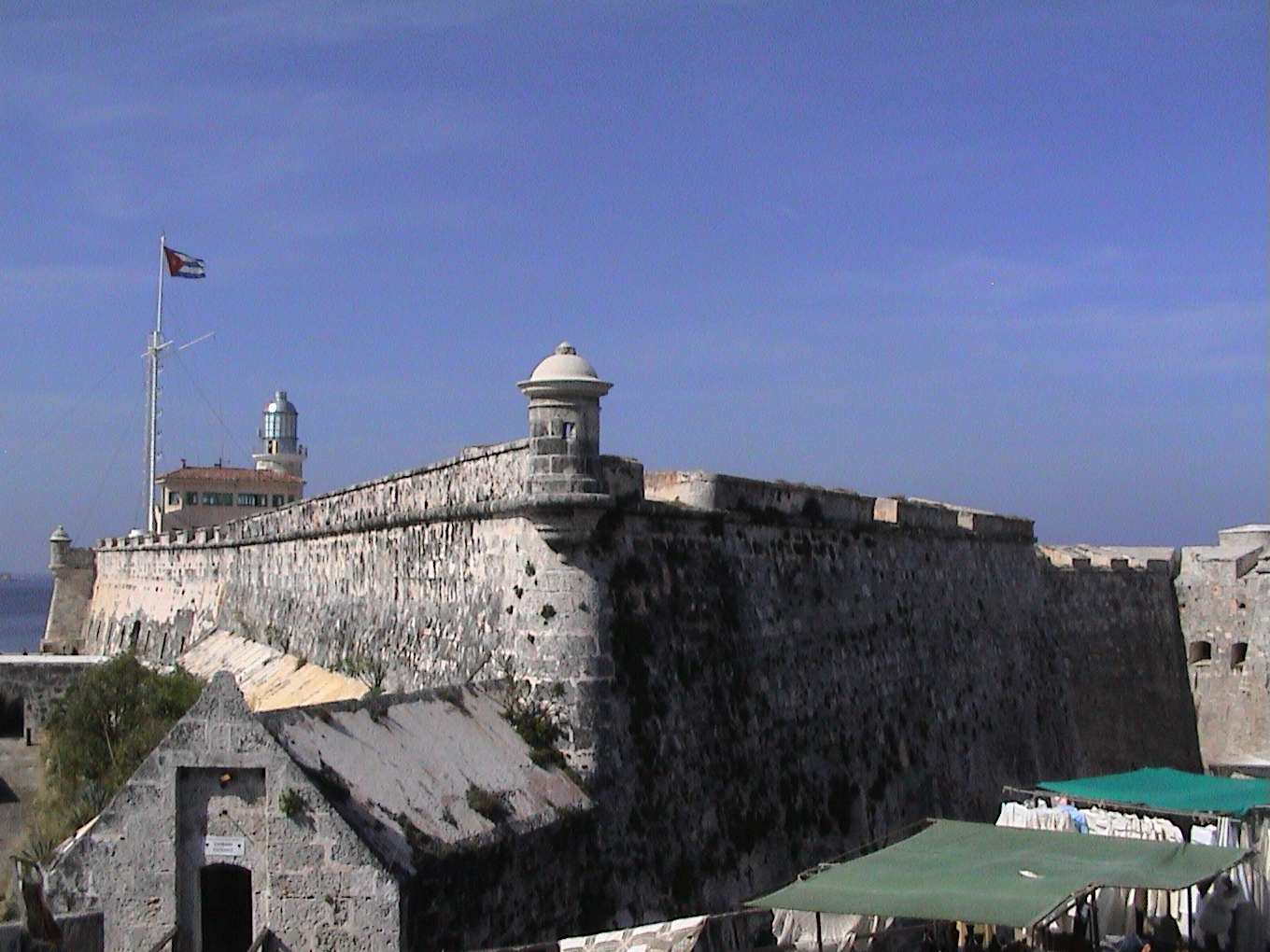
Vista desde La Cabaña.

La traza de la fortaleza del Morro es un polígono irregular que se ajusta rigurosamente a la forma del risco en que se levanta, lo que favorecía su carácter defensivo. Es inaccesible por más de 60 pies de alto por muchas partes y todo es de roca áspera. El Morro se proyecta en el mar en ángulo agudo, teniendo allí un medio baluarte sobre el cual se eleva una torre con faro, desde aquí en una profundidad de 150 metros, se van escalonando y abriendo las sucesivas cortinas hasta alcanzar el lado posterior en que se comunica con la tierra, donde está protegido por dos poderosos baluartes y un profundo foso. La torre original de 10 m (metros) de altura fue sustituida en 1844-1845 por la altura, de 5 m de diámetro y 30 m de altura.

## Historia

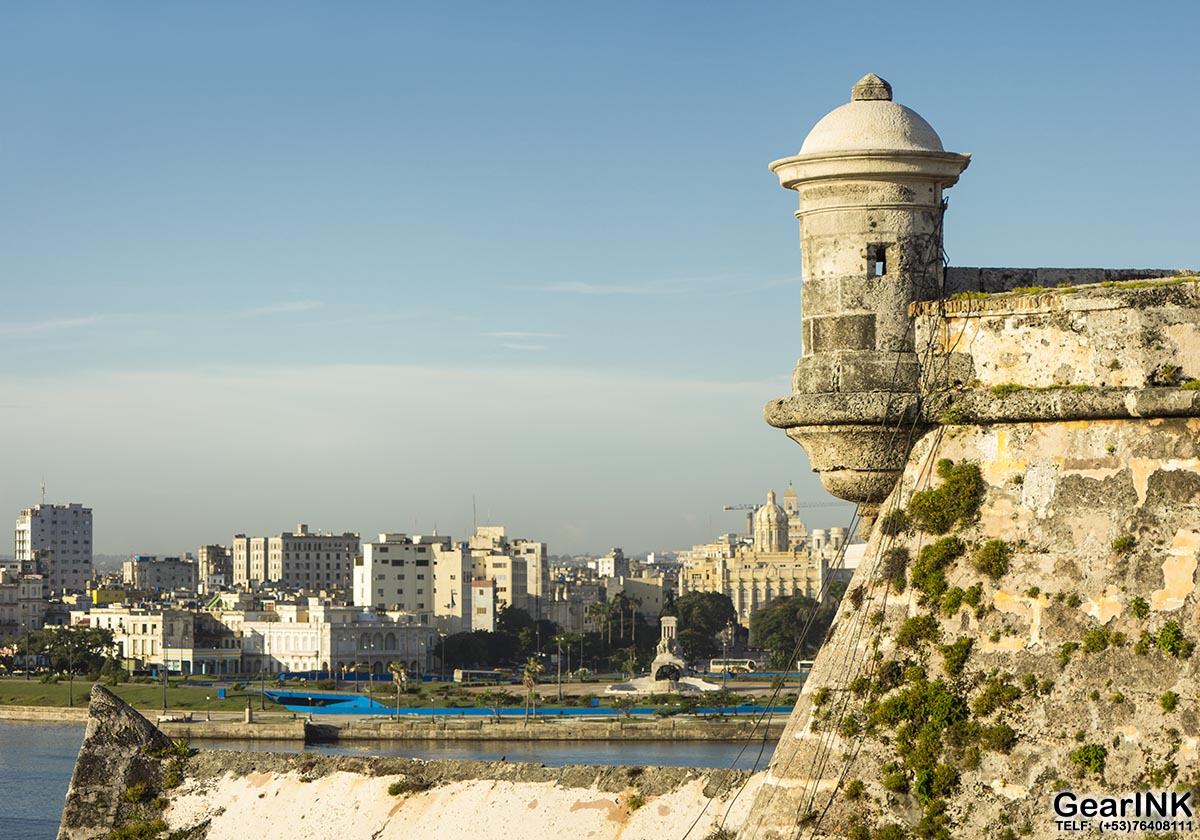
Torreón del morro

Su construcción comenzó al unísono que la del Castillo de San Salvador de la Punta, custodiando con celo ambos la entrada de la bahía ante el acecho continuo de corsarios y piratas, que en diversas ocasiones asolaron la población. Desde 1538 comienzan a reconocerse las ventajas de esta peña para la vigilancia y resguardo de la población. Debido a dificultades económicas y contradicciones entre los gobernadores de la Isla y Antonelli, la construcción del castillo se prolongó hasta bien entrado el siglo XVII. Durante el gobierno de Don Pedro Valdés entre (1600-1607) se cerraron las bóvedas y se concluyó la plataforma que se había venido construyendo, en la cual se colocaron 12 cañones. Sin embargo, se cree que las obras complementarias para alojamiento de las tropas, almacenes de municiones y aljibes, se terminaron de construir hacia 1610.

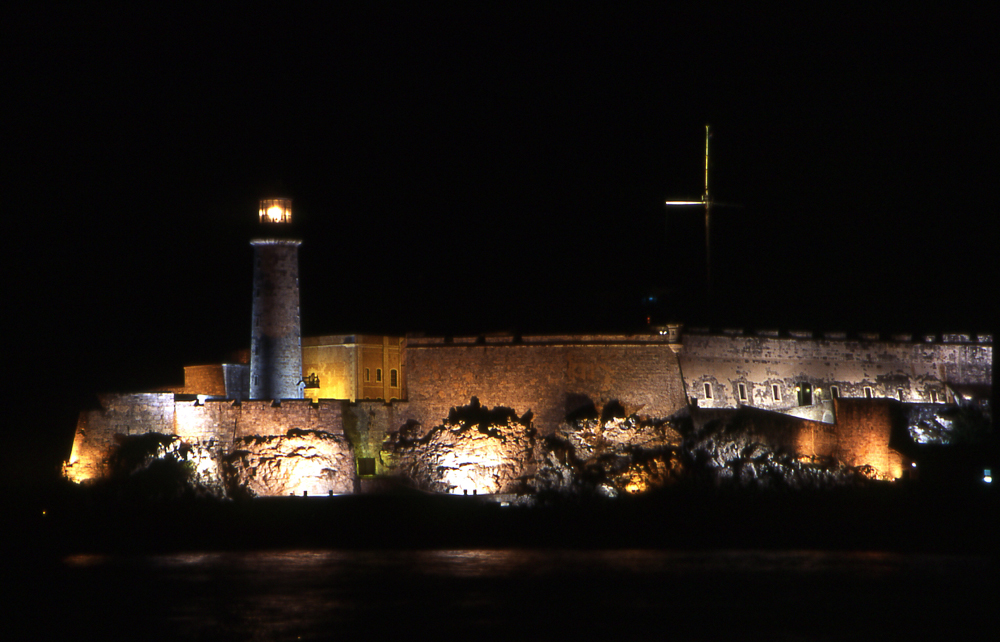
El Morro de noche.

El Castillo de los Tres Reyes del Morro se vio muy dañado durante la toma de La Habana por los ingleses, por esto al siguiente año de 1763 fue reconstruido bajo la dirección de los ingenieros Silvestre Abarca y Agustín Crame. El Morro constituyó la principal defensa del puerto habanero hasta la construcción de La Cabaña a finales del siglo XVIII.
La reconstrucción añadió dos baluartes (el de Tejeda y el de Austria); un profundo foso; camino cubierto, aljibes, cuarteles, calabozos y almacenes, asimilando las características irregulares del terreno donde se construyó. En su nivel inferior y por la parte que da a la bahía, se situaron las baterías Doce Apóstoles y La Pastora. Sus espacios interiores poseían un sistema dinámico de interconexión entre sí, que se completaron con diferentes vías de acceso y de comunicación adecuadas.
Su torre comenzó a utilizarse como faro desde 1764. En 1844 la vieja torre fue demolida para levantar otra, que es la que llega a nuestros días, que se electrificó en 1945.

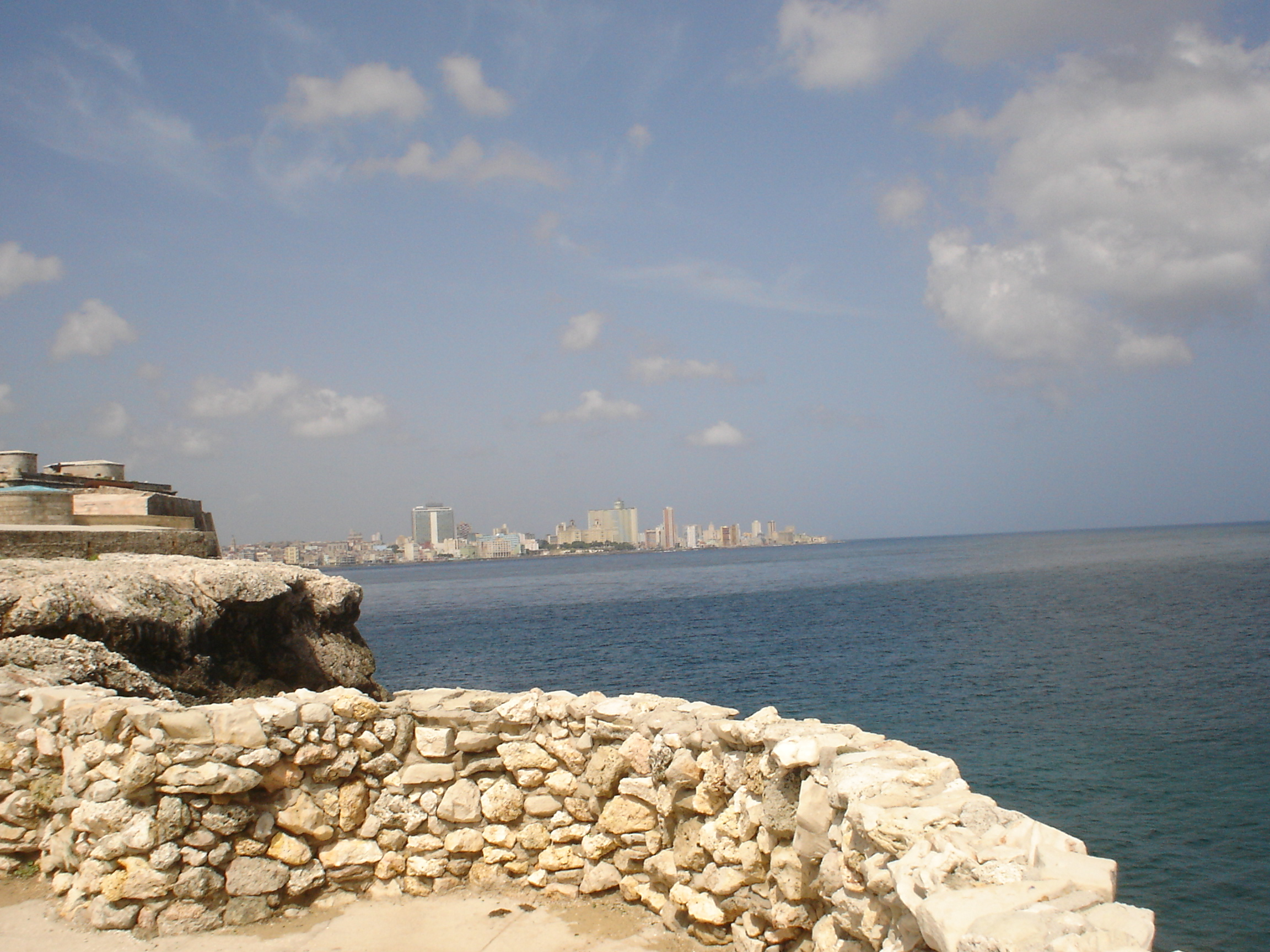
Lateral norte del castillo del Morro en la actualidad, sitio por donde se cree que los ingleses colocaron una carga explosiva que destruyó parte de la muralla de esta fortaleza, para así poder penetrar en ella, rendirla y posteriormente rendir la ciudad, en 1762. Al fondo se observa una amplia extensión del malecón de la Ciudad de La Habana.

## Galería

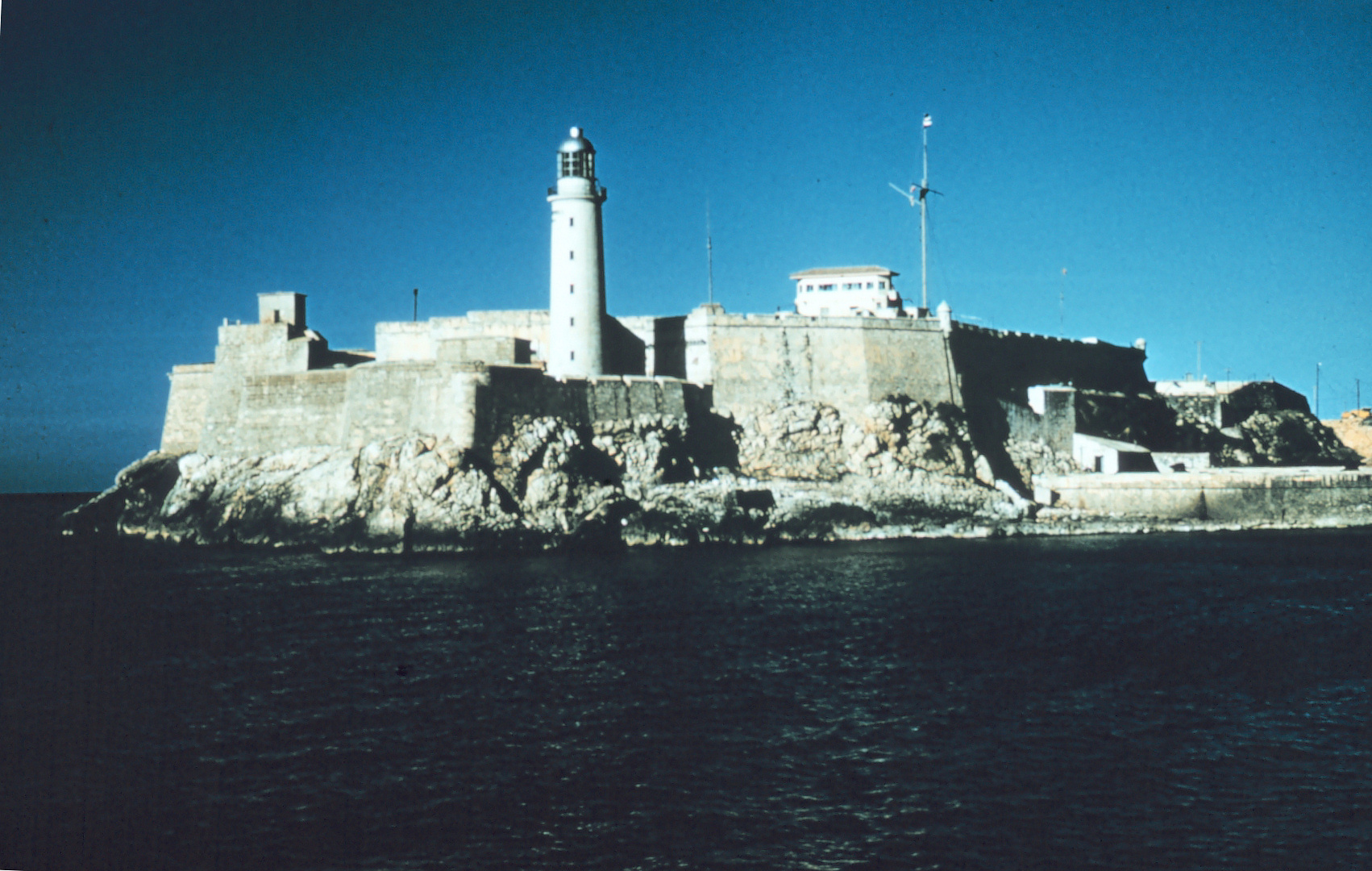
Castillo de los Tres Reyes del Morro.
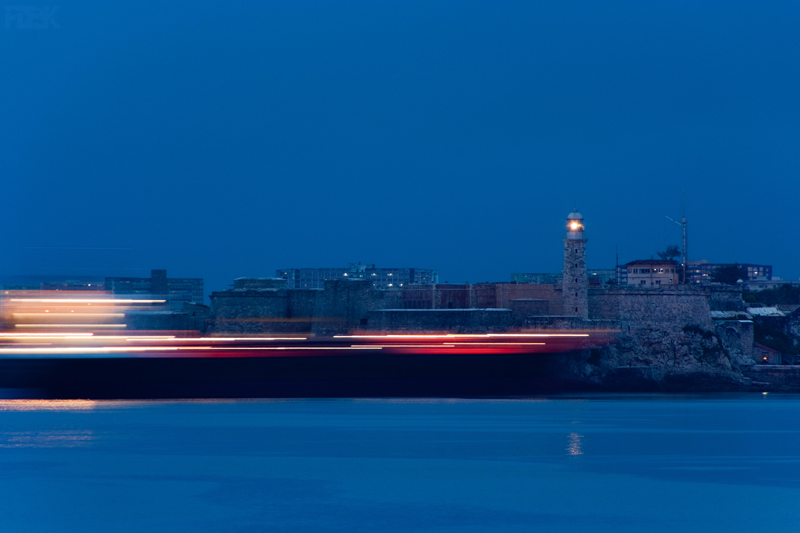
Carguero pasando frente a la fortaleza del Morro.
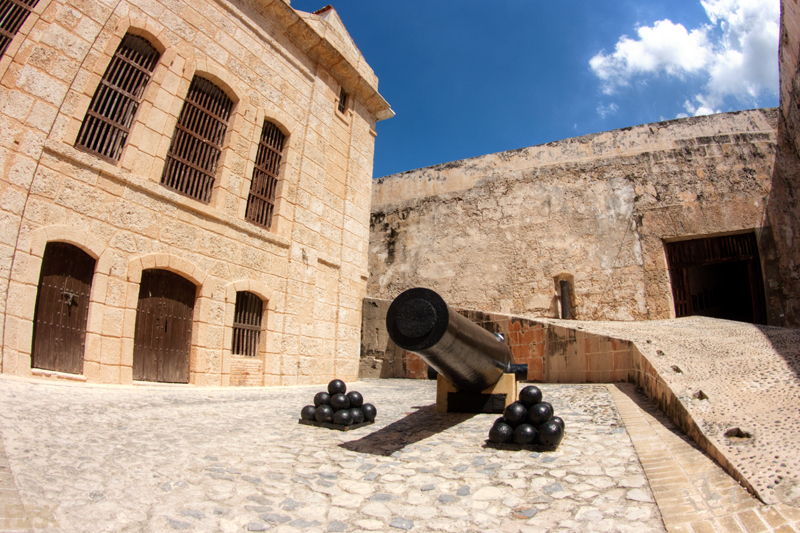
Interior de la fortaleza del Morro.
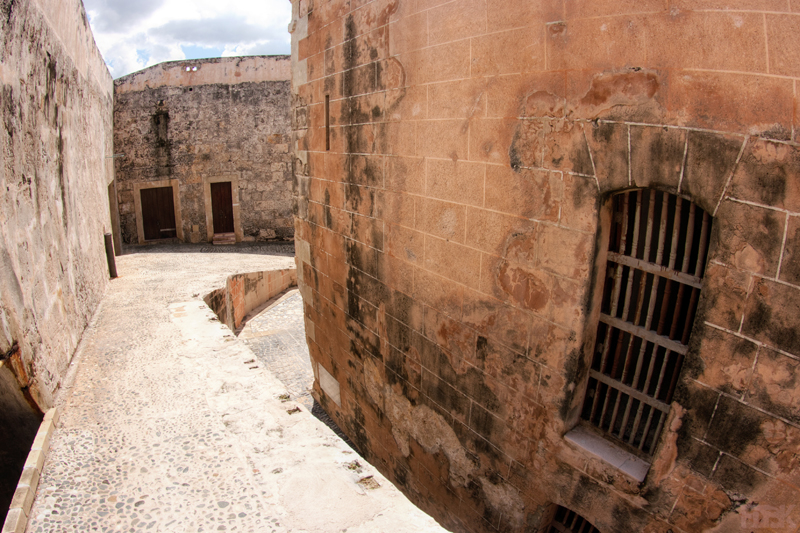
Interior de la fortaleza del Morro.
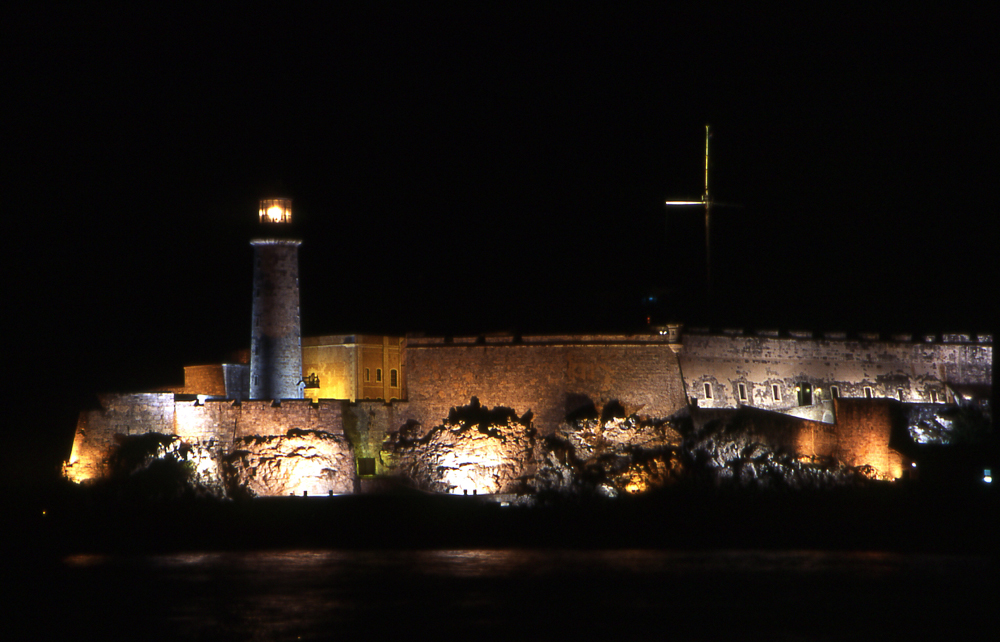
Castillo del Morro en la noche.
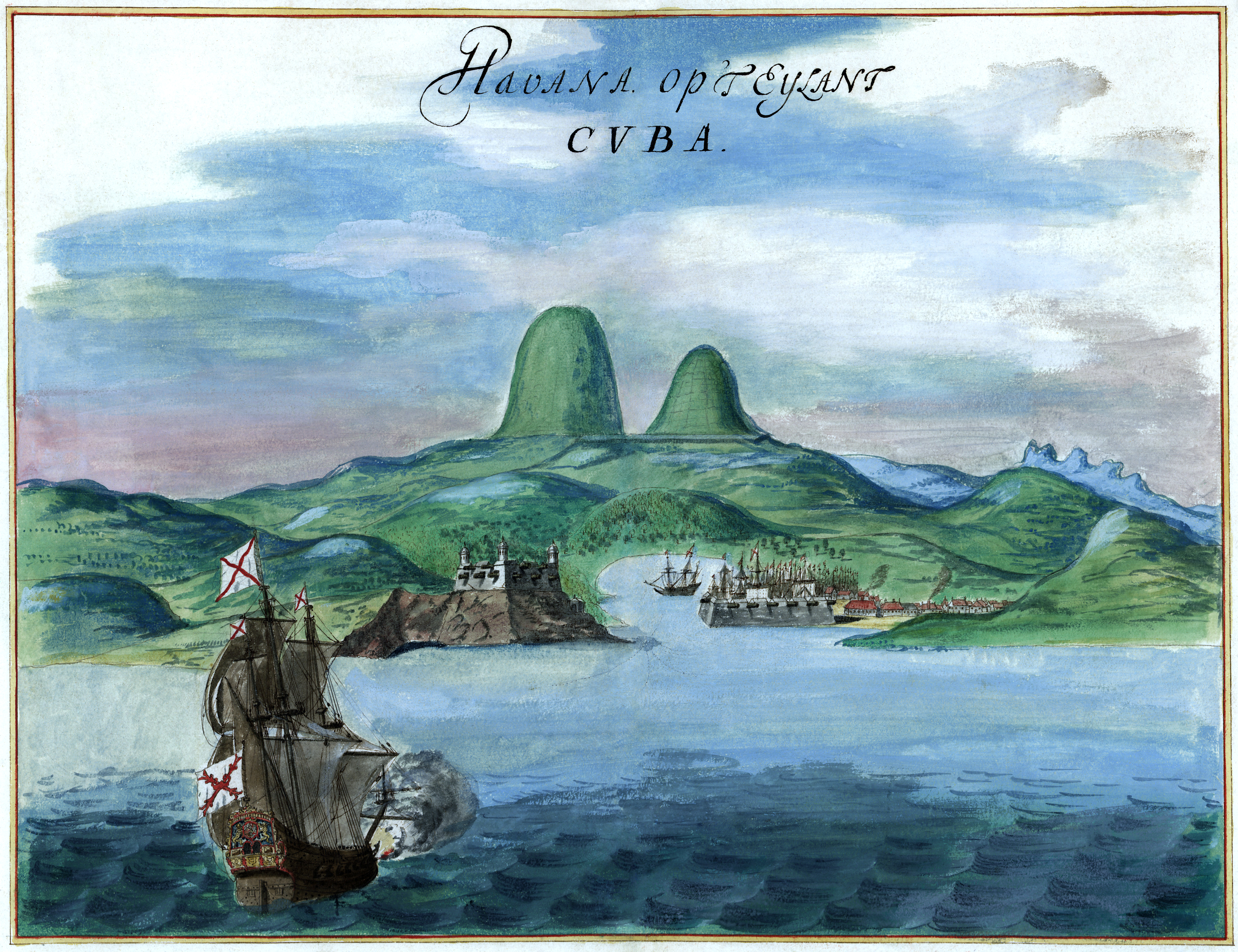
Bahía de la Habana, c. 1639, por Johannes Vingboons.
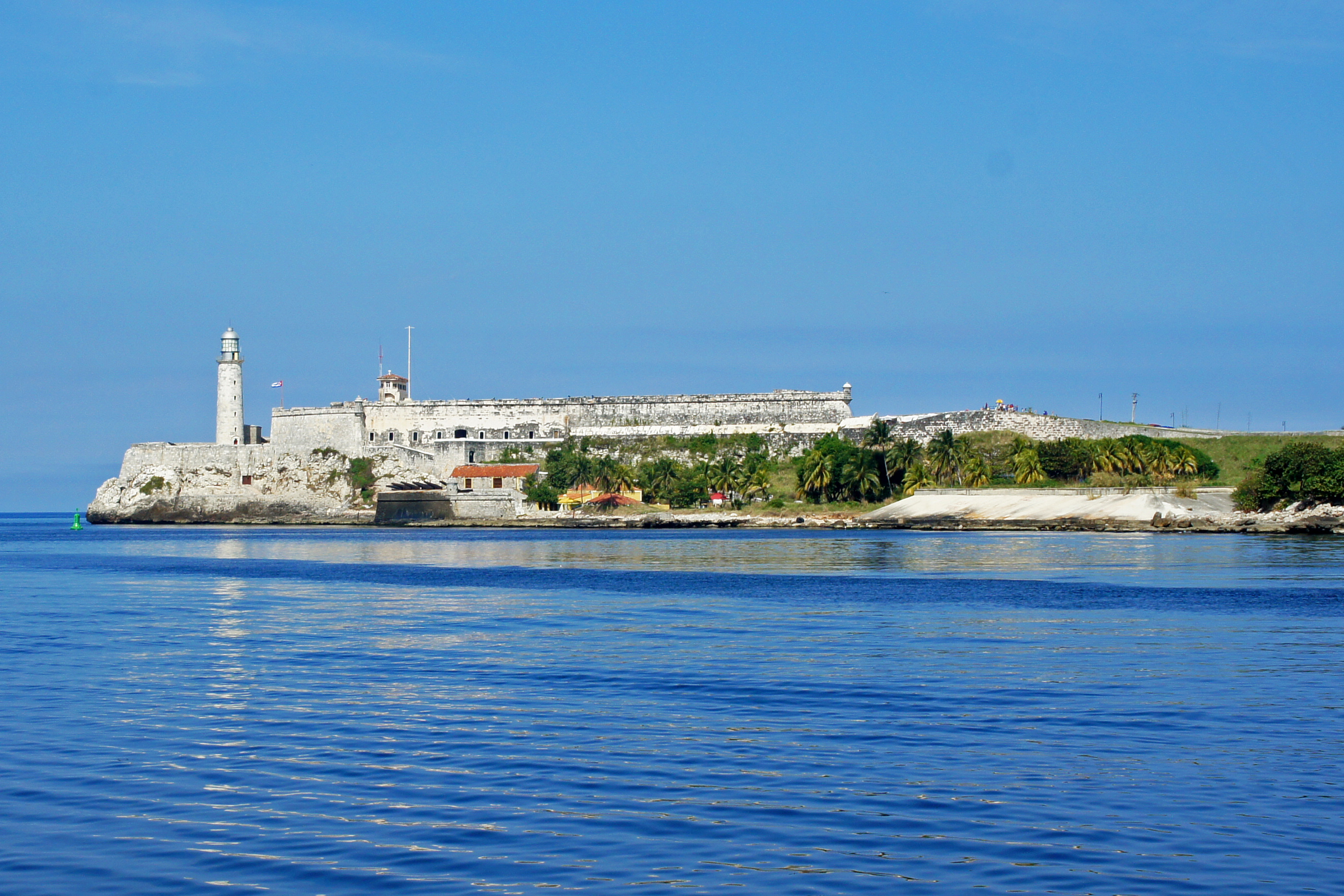
Panorámica Castillo de los Tres Reyes Magos del Morro.